# Disophrys indica
Disophrys indica är en stekelart som beskrevs av Bhat 1978. Disophrys indica ingår i släktet Disophrys och familjen bracksteklar. Inga underarter finns listade i Catalogue of Life.